# Baie de la Ciotat
La baie de la Ciotat est une baie de France située en Provence, entre la Ciotat dans les Bouches-du-Rhône et Saint-Cyr-sur-Mer dans le Var.